# Slavko Avsenik
Slavko Avsenik (26 de noviembre de 1929 – 2 de julio de 2015) fue un compositor de música folclórica esloveno nacido en Begunje, cerca a Bled (Gorenjska), siendo el principal de su tipo en Eslovenia, Alemania, Austria, Suiza, y los países de Benelux.
- Datos: Q683397
- Multimedia: Slavko Avsenik / Q683397